# Amor a la mexicana
Amor a la mexicana è il quinto album in studio della cantante messicana Thalía, pubblicato nel 1997.

## Tracce
1. Por amor – 3:56 (Kike Santander)
2. Noches sin luna – 4:00 (Kike Santander, Migel Jose Velasquez)
3. Mujer latina – 3:38 (Kike Santander)
4. Amor a la mexicana – 4:26 (Mario Pupparo)
5. Rosas – 4:39 (Héctor Martínez, Mario Pupparo)
6. Echa pa'lante – 3:54 (Emilio Esfefan Jr., Javier Garza, Pablo Flores, Roberto Blades)
7. Ponle remedio – 4:09 (Roberto Blades)
8. Es tu amor – 4:37 (Kike Santander)
9. De dónde soy – 3:58 (Carla Aponet, Cesar Lemos)
10. Dicen por ahí – 4:00 (Aureo Baqueiro)

## Classifiche
| Paese                        | Posizione più alta |
| ---------------------------- | ------------------ |
| Argentina                    | 3                  |
| Grecia                       | 7                  |
| Spagna                       | 24                 |
| Stati Uniti Latin Pop Albums | 2                  |
| Ungheria                     | 4                  |